# Еловое (Калининградская область)
Еловое (до 1935 — Казеновскен (нем. Kasenowsken), до 1946 — Таннзее (нем. Tannsee)) — посёлок в Гусевском городском округе Калининградской области. Входит в состав Михайловского сельского поселения.

## Население
| 1910 | 1933 | 1939 | 2002 | 2010 |
| ---- | ---- | ---- | ---- | ---- |
| 317  | ↘279 | ↗292 | ↘125 | →125 |

## История
Населенный пункт Kasenowsken в 1938 году был переименован в Таннзее, а в 1946 году — в Еловое.